# Immeuble, 26 rue Dupaty (La Rochelle)
L'immeuble, bâti entre le XVIe siècle et XIXe siècle, est situé 26 rue Dupaty à La Rochelle, en France. L'immeuble a été inscrit au titre des monuments historiques en 1925.

## Historique
L'escalier hors-œuvre et la façade sur cour faisaient partie de l'ensemble de la Maison Henri II (ou de Diane de Poitiers), construits par l'architecte Léonard de La Réau. 
La façade sur rue est reconstruite au XIXe siècle, lors de la suppression des porches de ce côté de la rue.
Le bâtiment est inscrit au titre des monuments historiques par arrêté du 18 février 1925.